# 1319 Disa
1319 Disa eller 1934 FO är en asteroid i huvudbältet som upptäcktes 19 mars 1934 av den sydafrikanske astronomen Cyril V. Jackson i Johannesburg. Det har fått sitt namn efter det vetenskapliga namnet på växtsläktet Disa.
Asteroiden har en diameter på ungefär 25 kilometer.